# سرو دل لئون
سرو دل لئون (به اسپانیایی: Cerro del León) یک کوه در شیلی است که در آنتوفاگاستا واقع شده‌است. سرو دل لئون ۵٬۷۶۰ متر بالاتر از سطح دریا واقع شده‌است.